# 3821 Sonet
3821 Sonet је астероид са средњом удаљеношћу од Сунца која износи 3,236 астрономских јединица (АЈ).
Апсолутна магнитуда астероида је 12,1.